# Исседоны
Исседо́ны (др.-греч. Εσσηδονες, Ἰσσηδόνες, Ἰσσηδοί) — древний народ, по сообщению Геродота обитавший в евразийских степях по соседству со Скифией, аргиппеями и аримаспами.

Аристей из Проконнеса говорил в своей поэме, что по вдохновению Аполлона он прибыл к исседонам, что над исседонами живут одноглазые люди, аримаспы, над аримаспами стерегущие золото грифы, а еще выше гипербореи, простирающиеся до моря. За исключением гипербореев, все эти народы, начиная с аримаспов, постоянно воюют с соседями, так что исседоны вытеснены из своей земли аримаспами, исседонами вытеснены скифы, а киммерийцы, жившие у южного моря, покинули свою страну под натиском скифов. <…>
Рассказывают, что у исседонов существуют следующие обычаи: если у кого умрет отец, все родственники пригоняют к нему скот, за сим убивают животных, разрезывают мясо на куски вместе с покойным родителем хозяина, все мясо мешают вместе и устраивают пиршество. Голову покойника обнажают от волос, вычищают ее изнутри и покрывают золотом, потом пользуются ею, как священным сосудом при совершении торжественных годичных жертвоприношений. Празднество устраивает у них сын в честь отца, как у эллинов праздник поминовения покойников. Вообще же этот народ считается справедливым: женщины у него пользуются одинаковым положением с мужчинами.— История (Геродот)
Клавдий Птолемей помещает народ исседонов между Асмиреи и Касийских гор, а также упоминает два города с именем Исседон — Скифский и Серский.
По мнению исследователей, под исседонами античные авторы могли иметь в виду одно из массагетских или скифо-сакских племён.

## Локализация исседонов

Мир по Геродоту

Существует несколько версий о локализации исседонов.
Некоторые учёные высказали предположение, что исседоны жили в среднем Предуралье или на Среднем Урале. Птолемей в своей «Географии» упоминал два Исседона: в Серике (Китай) и в Скифии «за Имавом», который отмечен на картах Меркатора и Гондиуса в северной части Сибири. Другие пытались отождествить название реки Исеть с названием, якобы, обитавшего на ней племени исседонов (Исетская археологическая культура была открыта известным советским археологом Е. М. Берс).
Высказывались предположения о тождественности исседонов и усуней китайских источников. «Здесь следует отметить, что античная традиция не знает ни этнонима усунь, ни этнонима юэчжи, которые, как хорошо показал в своей работе А. Н. Бернштам, являются своего рода китайской транскрипцией античного этнонима асии (усунь — кит. ист.) и древнеиранского тохар (юэчжи — кит. ист.) [Бернштам, 1947]». Так же А. Н. Бернштам писал, что «Асии — это древние исседоны, восточная ветвь массагетов». «Почти к такому же выводу [сделанному А. Н. Бернштамом о тождественности этнонимов асии и усунь] впоследствии пришёл М. В. Крюков, считающий, что древняя форма этнонима усунь — „должна быть близка к asuen“ [Крюков, 1988. с.233]».
Геродот свидетельствовал о существовании страны исседонов, а также писал, что исседоны живут напротив массагетов, которых локализовал «за рекой Аракс», а также писал, что «Аракс течёт на восток». «И. В. Пьянков первоначально считал, что … Аракс массагетов (то есть тот Аракc, через который переправился Кир во время похода против них) — это Амударья с её каспийским рукавом Узбоем. В более поздней своей статье [после 11-ти лет изысканий] И. В. Пьянков высказывает иную точку зрения, относя это описание к кавказскому Араксу». Отсюда существует возможность (непосредственно следуя указаниям Геродота о расположении реки Аракс) локализовать массагетов севернее Аракса южного Азербайджана, а следовательно и исседонов, проживающими на юго-западном Подуралье, восточнее реки Волги.
Расположение этих мест южнее Тургайского плато «… и близость их к среднему течению Тобола, где еще в начале XX века процветал пушной промысел, хорошо согласовывается с указаниями китайских источников об обширной северной стране Янь, примыкавшей к Яньцай [по Лысенко — Подуралье] и платившей дань Кангюю [то есть северная страна Янь, платила дань Кангюю] шкурками зверьков „мышиной породы“». Сам же Н. Н. Лысенко располагает в этом районе массагетов, а не усуней, ссылаясь при этом на слова Страбона, что «Болотные жители питаются рыбой и одеваются в шкуры тюленей, заходящих сюда с моря», сказанных о болотных жителях, в той же главе, где Страбон говорит о массагетах. Однако каспийские нерпы мигрируют в устье Волги только поздней осенью, а весной перемещаются на юг, что позволяет локализовать массагетов и южнее, вдоль западного берега Каспия, вплоть до армянского Аракса, а исседонов в рассматриваемом районе, отмеченном как Яньцай в китайских источниках, следуя при этом мнению А. Н. Бернштама, то есть принимая тождественность этнонимов исседоны, асии и усуни (кит. ист.).
Геродот сообщал, что «одноглазые мужи-аримаспы» вытеснили исседонов из их страны, а те, в свою очередь, вытеснили скифов, по-видимому, с восточного на западный берег реки Дон. Однако ранее Геродот сообщал, что скифов вытеснили массагеты (да и самих массагетов причислял к скифам говоря, что «По мнению некоторых, массагеты — это скифское племя». А отсюда вытекает, что исседоны могли вытеснить и массагетов, равно как массагеты могли вытеснить скифов Ишкузы). Однако Филострат сообщает, что «Кир, отправившись за реку Истр, против массагетов и исседонов, а народы эти скифские, был убит женщиной [Томирис, царствовавшей над этими варварами, и женщина эта отрубила Киру голову», что может говорить о близости этих племён.
«Герен (Heeren, S. 293) называл массагетов, так же как и родственных им исседонов, монгольским племенем. Однако в современной науке установилось мнение о скифском (иранском) происхождении массагетов на основании родства их культуры с культурой скифов, саков, исседонов, савроматов (см., например: Minns, р. 110 f.; Струве, Этюды, с.60; Руденко, Горноалтайские находки, с. 16 и след.; Смирнов К. Ф. Савроматы, с.277 и след.; Толстов, Итина, с. 173 и след.; Смирнов А. П. Скифы, с.88 и след.; Вишневская, Итина, с.207 и след.; Kothe. Herkunft, S. 22 f.; Дандамаев. Поход Дария, с. 180; Пьянков. Саки, с. 17; Он же, Массагеты, с.67; Вишневская. Культура, с.60 и след., 100 и след., 127 и след.)».

## Обычаи исседонов
Согласно Геродоту, у исседонов, как и у сарматов, женщины обладали равными правами с мужчинами. Исседоны, подобно скифам, из черепов людей делали украшения (кубки). К числу особенностей исседонов Геродот относит поедание ими умерших предков (Ist., IV, 26).